# Агаев, Фаиг Али оглы
Фаиг Али оглы Агаев (азерб. Faiq Əli oğlu Ağayev; род. 6 марта 1964, Сумгаит) — советский самбист, чемпион СССР 1982 года среди юношей, бронзовый призёр первенства СССР среди юниоров, чемпион мира среди юниоров, победитель и призёр розыгрышей Кубка СССР по самбо, серебряный призёр летней Спартакиады народов СССР 1986 года, победитель и призёр международных турниров, чемпион Европы 1989 года в Херн-Бее (Великобритания), мастер спорта СССР международного класса. Выступал в легчайшей весовой категории (до 52 кг). Тренировался под руководством Ахмеддина Раджабли.
Брат Явар Агаев также занимался самбо, был призёром розыгрышей Кубка СССР, чемпионата СССР, победителем международных турниров, мастером спорта международного класса.

## Спортивные результаты
- Кубок СССР по самбо 1983 года — ;
- Самбо на летней Спартакиаде народов СССР 1986 года — ;
- Кубок СССР по самбо 1987 года — ;
- Кубок СССР по самбо 1988 года — ;